# Affine Hülle
Affine Hülle ist ein universeller Begriff aus der mathematischen Theorie der affinen Räume. Nahe verwandt ist der Begriff der linearen Hülle. Man nennt die affine Hülle von {\displaystyle M} auch Verbindungsraum, vor allem dann, wenn die Teilmenge {\displaystyle M} selbst eine Vereinigung von zwei oder mehr affinen Teilräumen {\displaystyle M=U\cup V} ist.

## Definition und Eigenschaften

### Definition
Sei {\displaystyle A} der zu einem {\displaystyle \mathbb {K} }-Vektorraum gehörende affine Raum und {\displaystyle M\subseteq A} eine Teilmenge von {\displaystyle A}.
Dann ist die affine Hülle von {\displaystyle M} der kleinste affine Teilraum von {\displaystyle A}, der die Menge {\displaystyle M} ganz enthält.

### Konstruktion
Mit den Bezeichnungen aus der Definition wird aus {\displaystyle M} ein beliebiger Punkt {\displaystyle P_{0}} gewählt. Er dient als Aufpunkt der affinen Hülle. Dann wird zur Menge der Verbindungsvektoren {\displaystyle V(M)=\lbrace {\overrightarrow {P_{0}Q}}\mid Q\in M\rbrace } die lineare Hülle {\displaystyle H} gebildet. {\displaystyle H} ist die Menge aller endlichen Linearkombinationen von Elementen aus {\displaystyle V(M)}, also die lineare Hülle von {\displaystyle V(M)} in dem Vektorraum, der zum affinen Raum {\displaystyle A} gehört. Dieser Teil der Konstruktion ist ausführlicher im Artikel Lineare Hülle beschrieben. Nun ist {\displaystyle P_{0}+H} die affine Hülle von {\displaystyle M}.
Die affine Hülle der leeren Menge ist die leere Menge.

### Eigenschaften
Die affine Hülle einer beliebigen Teilmenge {\displaystyle M} eines affinen Raumes {\displaystyle A}
- ist eindeutig bestimmt (als konkrete Menge, nicht nur bis auf Isomorphie),
- ist ein affiner Raum mit einer Dimension zwischen −1 (leere Menge) und der Dimension des Gesamtraums,
- enthält die konvexe Hülle der Menge {\displaystyle M} und ist auch deren affine Hülle, sofern {\displaystyle A} ein reeller affiner Raum ist.

Die Abbildung, die jeder Teilmenge eines affinen Raumes ihre lineare Hülle zuordnet, ist ein Hüllenoperator.
In der Menge {\displaystyle T} der affinen Teilräume eines affinen Raumes (einschließlich der leeren Menge und des Gesamtraums) kann man die Operation „bilde die affine Hülle der Vereinigungsmenge“ als zweistellige Verknüpfung einführen, hier wird, wenn {\displaystyle U,V\in T} sind, {\displaystyle U\vee V} für diese affine Hülle geschrieben, sie wird dann auch als Verbindungsraum der Teilräume bezeichnet. Die dazu duale Verknüpfung ist dann die Schnittmengenbildung. Mit diesen Verknüpfungen bildet {\displaystyle T} dann einen Verband.
- Für die Dimensionen des Verbindungsraumes und des Schnittes von zwei affinen Teilräumen gibt es eine Dimensionsformel, siehe dazu Affiner Unterraum.

## Beispiele
- Die affine Hülle von zwei beliebigen verschiedenen Punkten im Raum ist deren Verbindungsgerade.
- Die affine Hülle von drei Punkten des Raumes ist eine Gerade, falls die drei Punkte auf einer gemeinsamen Geraden liegen, sonst die Ebene, auf der alle drei Punkte liegen.
- Die affine Hülle einer ebenen Figur im Raum (Dreieck, Kreis usw.) ist die Ebene, die die Figur enthält.
- Die affine Hülle der Polynommenge {\displaystyle \lbrace 1,x^{2},x^{3}\rbrace \subseteq \mathbb {R} [x]} ist die Kurvenschar {\displaystyle \lbrace 1+a(x^{2}-1)+b(x^{3}-1):a,b\in \mathbb {R} \rbrace }. Dieses Beispiel macht deutlich, dass die affine Hülle in der Regel kein Vektorraum ist.